# Villaco
Villaco es un municipio de España perteneciente a la provincia de Valladolid, en la comunidad autónoma de Castilla y León. Tiene una superficie de 15,75 km² con una población de 89 habitantes y una densidad de 6,67 hab/km². También conocido como Villaco de Esgueva.

## Geografía
Ubicación
Villaco se localiza en el valle del río Esgueva, en la provincia de Valladolid. Dista de la capital de la provincia 41 km.
Limita al norte con Torre de Esgueva, al este con Castroverde de Cerrato, al sur con Valbuena de Duero y al oeste con Amusquillo.

## Geografía humana

### Demografía
Cuenta con una población de 75 habitantes (INE 2024).
| Gráfica de evolución demográfica de Villaco entre 1842 y 2021                                                         |
| |
| Población de derecho según los censos de población del INE. Población de hecho según los censos de población del INE. |

| 173                        | 142 | 126 | 119 | 91 | 75 |
| (Fuente: [cita requerida]) |     |     |     |    |    |

## Monumentos y lugares de interés
- Iglesia de San Sebastián

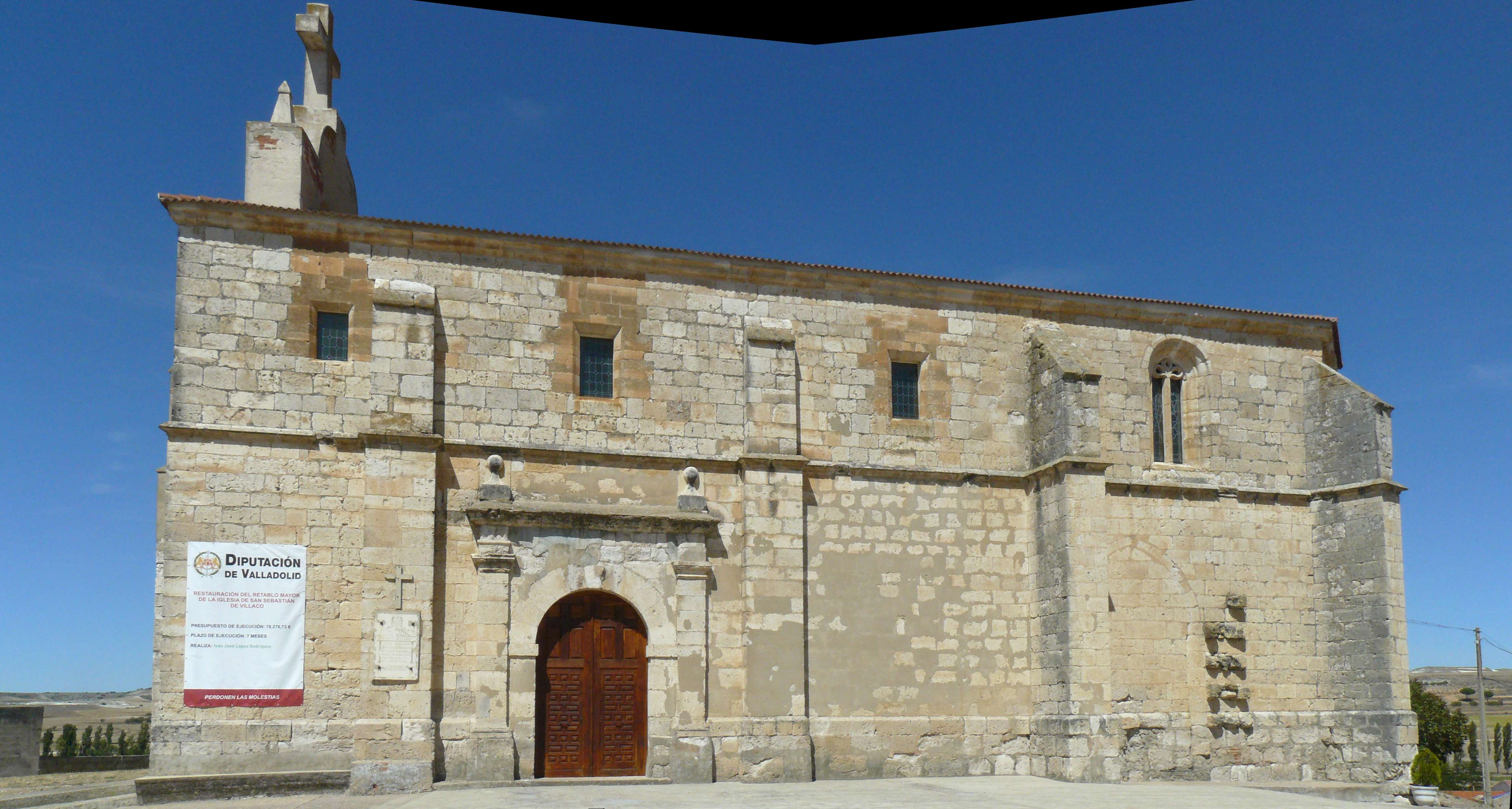
Vista de la iglesia de San Sebastián.

La iglesia parroquial de San Sebastián es un edificio gótico del siglo XVI, de una sola nave de cuatro tramos cubiertos con bóvedas de arista y con la capilla mayor cubierta con una crucería con terceletes y combados. La iglesia conserva una excelente cruz parroquial de plata sobredorada, de principios del siglo XVI, con un Cristo en el anverso y el Salvador en el reverso. Su pie es del último tercio del siglo XVI, tiene relieves de los Apóstoles y forma ochavada. 
- Ermita del Cristo del Humilladero

Pequeño edificio de piedra con arco de medio punto en su puerta.
Fuente el olmo. Ubicada en un paraje —en el pago Fuente los Baños desde el cual se domina todo el Valle del Esgueva.[cita requerida]
Un agradable paraje de esta localidad es Fuente del Olmo, lugar cuya peculiaridad estriba en que aparte de contar con mesas y barbacoas donde pasar una agradable jornada, existe una pequeña cascada natural que nace de la misma piedra del páramo.

## Cultura

### Fiestas
Celebra el 20 de enero la festividad de San Sebastián,  1 día de fiesta, si cae en sábado o domingo se celebra ese mismo día, si cae en lunes se pasa al domingo inmediatamente anterior, si cae de martes a viernes la fiesta religiosa se pasa al domingo por la mañana de la semana correspondiente y las actividades lúdicas: campeonato de Tarusa, juegos infantiles, posible baile... sábado tarde y noche del sábado al domingo. 
Los primeros días de mayo suben a la ermita para recoger al Cristo y trasladarlo a la parroquia para celebrar la festividad de la Santa Cruz. Se suele hacer el sábado coincidiendo con el puente del 1 de mayo.
Celebran las fiestas de verano de jueves a domingo coincidiendo con el segundo fin de semana siguiente al puente del 15 de agosto.